# Bruno Wojtinek
Bruno Wojtinek est un ancien coureur cycliste français d'origine polonaise, né le 6 mars 1963 à Valenciennes. Professionnel de 1984 à mars 1989, il remporte 24 victoires. 

## Biographie
Stagiaire à 16 ans, Bruno Wojtinek devient coureur professionnel à 20 ans, après avoir obtenu 101 victoires chez les amateurs. Il termine deuxième de Paris-Roubaix à l'âge de 22 ans. 
Alors qu'il se rendait chez Jean-René Bernaudeau, il est percuté, le 3 mars 1989, par une voiture qui lui broie le genou droit. Il doit alors arrêter sa carrière,.

## Palmarès

### Palmarès amateur
- 1980
  - 2e du championnat de France de poursuite par équipes juniors
- 1981
  -  Champion de France de poursuite par équipes amateurs
  -  Champion de France de poursuite par équipes juniors
  - Tour de l'Abitibi
  -  3e du championnat du monde de poursuite par équipes juniors
- 1982
  - Circuit de la Vallée de l'Aa
  - 3e du championnat de France des courses à étapes par équipes
- 1983
  - Circuit des Ardennes :
    - Classement général
    - Prologue et 5e étape

  - Lille-Hardelot
  - Circuit du Port de Dunkerque
  - Circuit du Pévèle
  - 2e du Grand Prix des Flandres françaises
  - 2e de Paris-Roubaix amateurs

### Palmarès professionnel
| - 1984 - Grand Prix de Rennes - 1re étape du Tour d'Italie (contre-la-montre par équipes) - 2e du Grand Prix d'Isbergues - 3e de Blois-Chaville - 1985 - 2e et 5e étape de la Semaine cycliste internationale - Tour d'Armorique : - Classement général - 1re étape du Tour d'Armorique - 2e étape A du Tour de Luxembourg - 2e de la Semaine cycliste internationale - 2e de Paris-Roubaix - 2e des Quatre Jours de Dunkerque - 1986 - 1re et 2e étapes de Paris-Nice - Grand Prix de Denain - 2e et 3e étapes des Quatre Jours de Dunkerque - Prologue et 1re étape du Tour de l'Oise - 4e étape A du Critérium du Dauphiné libéré - 3e étape du Tour de Suède - 4e étape du Tour de l'Avenir - 5e de Milan-San Remo | - 1987 - Grand Prix de Denain - 3e étape du Critérium du Dauphiné libéré - Prologue et 1re étape du Tour Midi-Pyrénées - 3e étape du Tour du Limousin (ex aequo avec Stefan Van Leeuwe) - 4e du championnat de France sur route - 6e de Paris-Roubaix - 1988 - Prologue du Tour méditerranéen - 3e du Grand Prix de Cannes |

## Résultats sur les grands tours

### Tour de France
1 participation
- 1987 : abandon (11e étape)

### Tour d'Italie
1 participation
- 1984 : non-partant (16e étape), vainqueur de la 1re étape (contre-la-montre par équipes)